# Jere Uronen
Jere Juhani Uronen, född 13 juli 1994 i Åbo, Finland, är en finländsk fotbollsspelare som spelar för Atromitos FC, på lån från AIK och det finska landslaget.

## Klubblagskarriär
Uronens moderklubb är TPS Åbo. 2010–2011 var han utlånad till division 2-laget ÅIFK, i vilket han spelade tre matcher samt gjorde ett mål. Under 2011 spelade han även 18 matcher samt gjorde ett mål för TPS Åbo i Tipsligan.
I januari 2012 värvades Uronen till Helsingborgs IF. Han fick väldigt mycket speltid under 2012 och representerade HIF i Champions League-kvalet samt i Europa Leagues gruppspel. I slutet av säsongen 2012 åkte han på en knäskada som höll han borta större delen av säsongen 2013. Säsongen 2014 spelade han 24 allsvenska matcher.
I december 2015 bekräftade Genk att man värvat Uronen.
Den 20 juli 2021 värvades Uronen av den franska Ligue 1-klubben Brest, där han skrev på ett treårskontrakt. Den 7 januari 2023 lånades Uronen ut till tyska Schalke 04 på ett låneavtal över resten av säsongen 2022/2023.
Den 2 augusti 2023 värvades Uronen av Major League Soccer-klubben Charlotte FC, där han skrev på ett 2,5-årskontrakt.

### AIK
Uronen värvades den 8 januari 2025 av den svenska klubben AIK, där han skrev på ett kontrakt fram till och med slutet av säsongen 2026. I kontraktet fanns det även en option på ytterligare ett år.
Uronen gjorde sin debut för AIK den 31 mars 2025 när han spelade hela matchen i en 1–0-vinst mot GAIS på Gamla Ullevi. Uronen gjorde endast 8 ligamatcher för AIK innan han lämnade klubben i juli 2025 för grekiska Atromitos FC.

## Landslagskarriär
Uronen har spelat för Finlands U16, U17, U19, U21 och A-landslag. Hans debut i U21-landslaget kom den 8 augusti 2011 mot Slovenien, endast 17 år gammal. Debuten i A-landslaget gjorde den 26 maj 2012 i en 3–2-vinst över Turkiet.